# 멩기스투 하일레 마리암
멩기스투 하일레 마리암(암하라어: መንግስቱ ኃይለ ማርያም 먼그스투 하일러 마리암, 암하라어 발음: [mənɡɨstu haɪlə marjam], 1937년 5월 21일~)은 에티오피아의 초대 대통령이자 군인이다. 에티오피아 노동자당의 당수로서, 1977년부터 1991년까지 수십만명의 반대파를 숙청했다. 그 외의 전쟁이나 기아의 확대로 에티오피아 내에서 약 100만 명 이상의 난민이 발생하기도 하였다.

## 생애
멩기스투 하일레 마리암은 1937년 에티오피아 남부의 궁핍한 가정에서 태어났다. 홀레타 육군사관학교를 중위로 졸업한 후, 아디스아바바의 육군 부대, 아스마라의 제2사단에서 대위로 승진했다. 그 후 하라레의 제3부대에 배속돼 미국과 영국에도 유학했다.
1974년 9월, 에티오피아 혁명때에는 임시 군사 행정 평의회(PMAC)의 제1부의장이 됐다. 그 후에 일어난 온건파와 급진파의 대립 충돌에서는 당시 스위스에서 병요양 중이었던 황태자를 맞아들이자고 주장했던 온건파의 아만 미카엘 안돔 PMAC 의장 등과 대립했다. 온건파는 지식인 층이 대부분이었지만 국민의 압도적인 지지를 얻고 있었고, 군 일부에 존재했던 급진파는 공화제를 주장했으며 학생이나 대학 교수, 노동 조합이 지지하고 있었다.
11월 22일 급진파는 갑자기 에리트레아 해방 전선 토벌 문제의 의견 불일치를 이유로 아만 안돔 의장을 해임한 후 연금했다. 후에는 온건파의 일부와 총격전을 벌여 아디스아바바 각처에서 아만 의장을 포함해 전 수상 2명, 황제 하일레 셀라시에 1세의 손자인 해군 사령관, 61명의 온건파 지도자, 정부 고관, 황족 등을 살해했다. 학살 실행의 흑막이었던 멩기스투는 이 사건으로 에티오피아의 실권을 장악했다.

### 정권 장악
1977년 타파리 벤티 장군의 피살과 함께 임시 군사 행정 평의회(PMAC)의 의장에 오른 멩기스투는 사회주의 군사 독재 정권을 성립시켰다. 게다가 소비에트 연방, 쿠바 등 사회주의 국가들의 지원을 받아 에티오피아의 급격한 사회주의화를 진행시켰지만, 에리트레아 내전이나 소말리아와의 군사 충돌, 또 기아의 확대 등에서 약 100만명의 난민을 만들어 냈으며, 같은 해 에티오피아 황제 하일레 셀라시에 1세를 폐위한 직후 처형했다.
1987년 9월에는 임시 군사 행정 평의회에 의한 군사 정권으로부터, 국민 의회를 최고 기관으로 하는 신정권에게 이행돼 행해진 선거에서 멩기스투는 에티오피아 인민민주공화국의 초대 대통령과 군 최고 사령관을 겸임했다.

### 정권 붕괴
1988년, 티그라이 인민해방전선(TPLF) 을 중심으로 한 에티오피아 인민해방전선(EPLF)이 결성되면서 에티오피아에서는 반정부 세력에 의한 내전이 격화됐고, 멩기스투는 1991년 2월 이후, 에티오피아 인민해방전선의 강력한 군사 공세로 그 해 5월에 짐바브웨로 망명했다. 결국 에티오피아 인민해방전선이 수도 아디스아바바를 함락시켜 멩기스투 정권을 붕괴시켰고, 멩기스투는 짐바브웨 대통령인 로버트 무가베의 지원을 받아 짐바브웨 하라레에서 머무르고 있다가, 2011년, 사형을 선고 받고 교도소에 수감되었다가 같은 해 출소한 상태다.

## 관련 판결
2006년 12월 12일 에티오피아 고등 재판소는 멩기스투에게 학살죄 등에서 유죄를 선고했다.

## 역대 선거 결과
| 선거명      | 직책명              | 대수 | 정당                | 득표율   | 득표수 | 결과 | 당락 |
| ----------- | ------------------- | ---- | ------------------- | -------- | ------ | ---- | ---- |
| 1987년 선거 | 에티오피아의 대통령 | 1대  | 에티오피아 노동자당 | 단독후보 | 무투표 | 1위  |      |